# Władysław Janik (1921–1999)
Władysław Janik (ur. 29 lipca 1921 w Dalach, zm. 18 września 1999) – polski rolnik i polityk, poseł na Sejm PRL VIII kadencji z ramienia Zjednoczonego Stronnictwa Ludowego.

## Życiorys
Syn Jakuba i Stanisławy z domu Rzemienicz. Uzyskał wykształcenie podstawowe. Prowadził gospodarstwo rolne. W latach 1982–1985 pełnił mandat posła na Sejm PRL w okręgu bydgoskim, zasiadając w Komisji Handlu Wewnętrznego, Drobnej Wytwórczości i Usług, Komisji Zdrowia i Kultury Fizycznej, Komisji Administracji, Gospodarki Przestrzennej i Ochrony Środowiska oraz w Komisji Rynku Wewnętrznego, Drobnej Wytwórczości i Usług.